# ایرانا بسپالوا
ایرانا بسپالوا (به انگلیسی: Irina Bespalova) (زادهٔ ۳۱ مهٔ ۱۹۸۱) شناگر اهل روسیه است.